# .jobs
.jobs er et generisk topdomæne, der er reserveret til arbejdsgiverorganisationer.
Domænet blev oprettet i 2005.
| Generiske topdomæner | Spire Denne artikel om generiske topdomæner er en spire som bør udbygges. Du er velkommen til at hjælpe Wikipedia ved at udvide den. |